# Alexandru Țibulcă
Alexandru Țibulcă (n. 28 august 1937, Valea Călugărească, România – d. 21 noiembrie 2015, Piatra-Neamț, Neamț, România) a fost un deputat român în legislatura 2000-2004, ales în județul Neamț pe listele partidului PSD. În perioadele 1990-1993 și 1996-1997 a fost prefectul județului Neamț. În cadrul activității sale parlamentare, Alexandru Țibulcă a fost membru în grupurile parlamentare de prietenie cu Republica Socialistă Vietnam, Canada și Republica Elenă.

## Studii
Facultatea de construcții civile-industriale și agricole.